# Bospor
Bospor (v antice známý jako Bospor Thrácký nebo Bospor Cařihradský) je průliv mezi Černým a Marmarským mořem na severozápadě Turecka. Tvoří také část hranice mezi Evropou a Asií. Je dlouhý 31 kilometrů, v nejužším místě široký 700 metrů a s nejmělčí hloubkou 13 metrů. Po obou březích se v jižní části rozkládá město Istanbul. Průliv je překlenut třemi silničními mosty.

## Název

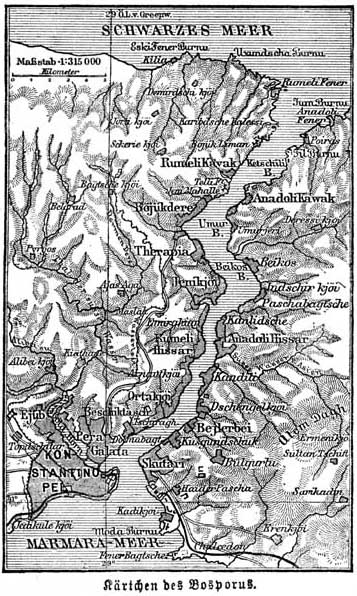
Mapa Bosporu z roku 1888

Název je odvozen od řeckého Bosporos (Βόσπορος). Je to složenina slov βοῦς (Bous – kráva) a πόρος (Poros – brod), tedy Kravský brod. Podle řecké mytologie se bůh Zeus zamiloval do Íó. Když je přistihla manželka Héra, proměnil Zeus Íó v krávu a ta během dlouhé cesty překročila i průliv mezi Evropou a Asií. Podle ní je také pojmenováno Jónské moře. Dříve se používal i název Thrácký Bospor pro odlišení od Kimmerského Bosporu (dnes Kerčský průliv). Podle Bosporu byl pojmenován průliv Východní Bospor u Vladivostoku.

## Vznik
V roce 1997 byla publikována teorie amerických geologů Waltera Pitmana a Williama Ryana z Kolumbijské univerzity, že průliv vznikl asi 5600 let př. n. l., kdy se vysoká hladina Středozemního moře dostala přes Bospor do níže položeného velkého sladkovodního jezera, kde je dnes Černé moře. Rozdíl mezi hladinami byl 140–160 metrů a jejich vyrovnání trvalo asi 40 let. V té souvislosti poklesla i hladina světových moří o 30 cm.

## Historie
Průliv byl vždy významným strategickým místem. V roce 667 př. n. l. zde kolonisté z řecké Megary založili město Byzantion a kontrolovali tak veškerý obchod s Černomořím a do značné míry i mezi Evropou a Asií. Během řecko-perských válek město obsadil perský král Dareios I. a při tažení proti Skytům nechal podle Hérodota přes Bospor z lodí postavit provizorní most, přes který údajně přešlo až 700 000 mužů jeho armády. V roce 478 př. n. l. Byzantion zpět dobyli Řekové. Kolem roku 340 př. n. l. se o jeho dobytí pokoušel Filip II. Makedonský, později bylo samostatné a po makedonských válkách se připojilo k Římské říši. 11. května 330 zde císař Konstantin I. Veliký začal budovat nové město Konstantinopol jako druhé hlavní sídlo Římské říše. V roce 395 se Konstantinopol stala hlavním městem Byzantské říše.

## Strategický význam

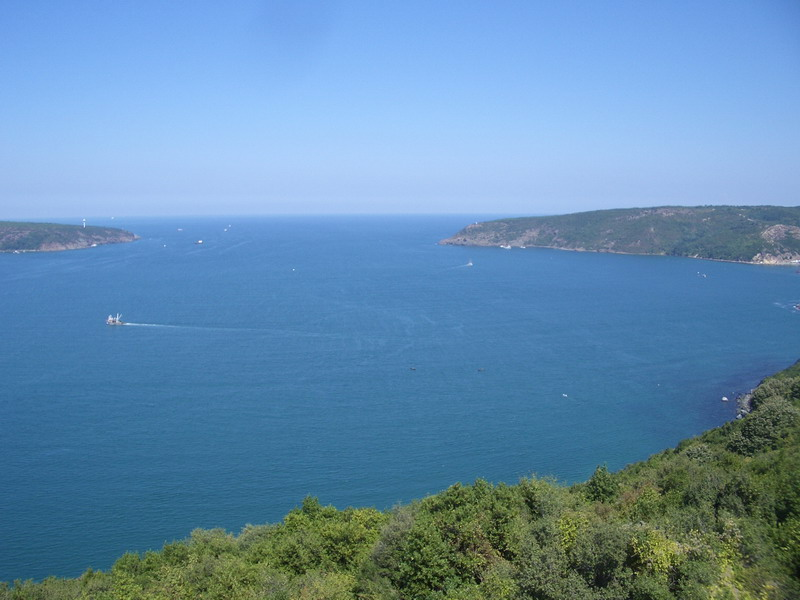
Ústí Bosporu u Černého moře

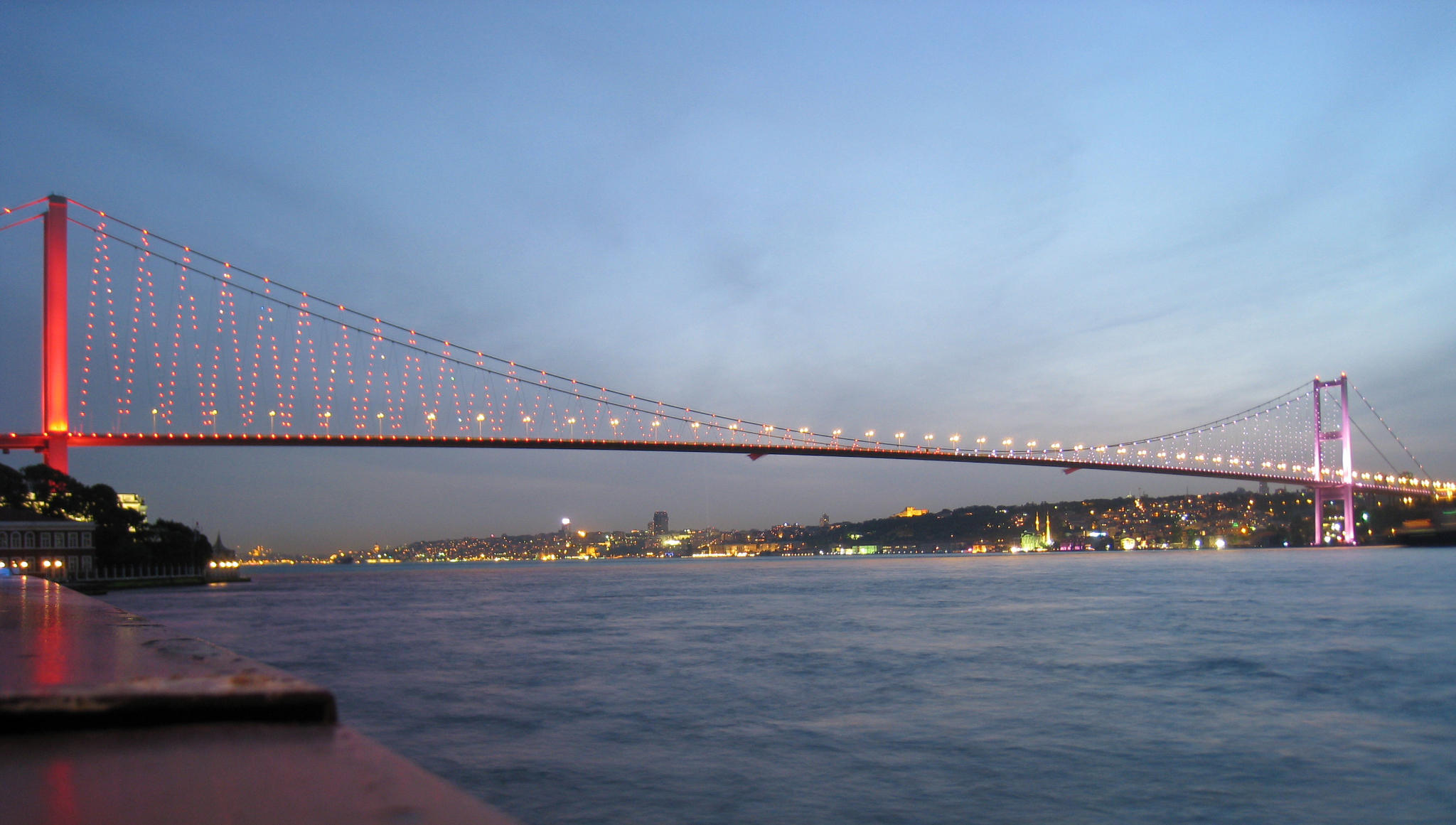
Bosporský most z roku 1973

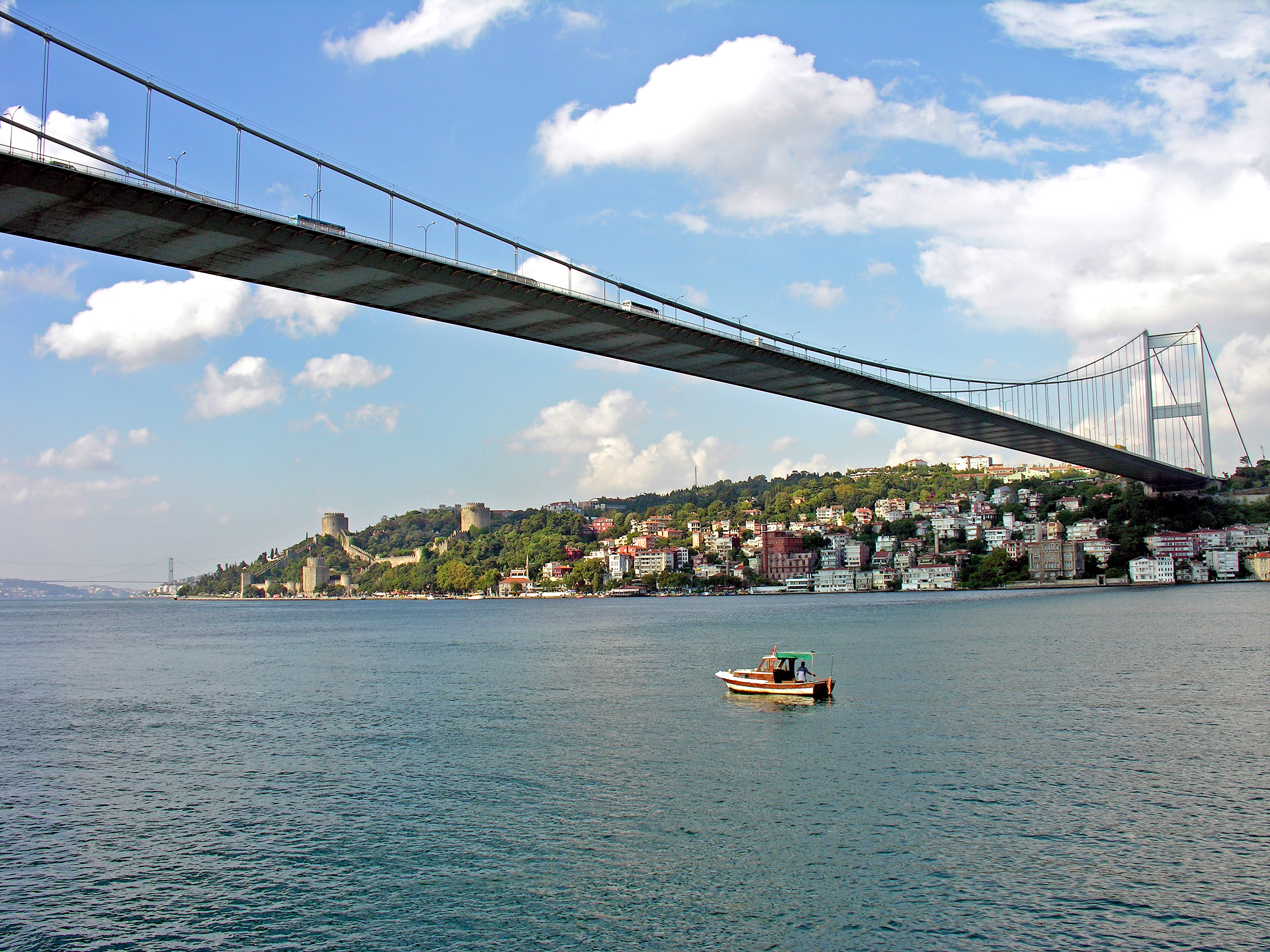
Most sultána Mehmeda Dobyvatele z roku 1988

Bospor je jedinou námořní přístupovou cestou Ruska z černomořských přístavů do Středozemí. V novodobé historii se proto několikrát pokoušelo získat nad ním alespoň částečnou kontrolu. Na konci rusko-turecké války byla 3. března 1878 podepsána Sanstefanská mírová smlouva, která zaručovala svobodnou plavbu průlivem všem neutrálním lodím. Podle Sèvreské smlouvy z roku 1920 měl být Bospor spolu s Dardanelami demilitarizovanou zónou pod správou Společnosti národů. V roce 1923 musela být upravena Lausannskou smlouvou. Ta Turecku vrátila svrchovanost nad průlivy, ovšem muselo umožnit proplutí všem cizím lodím. Ani tuto smlouvu Turecko neakceptovalo. V současné době se režim v průlivech řídí dohodou z roku 1936 z Montreaux, kdy je zde uznávána mezinárodní lodní trasa, ale Turecko má možnost částečně omezit námořní provoz. Na konferencích během 2. světové války se Josif Stalin dožadoval poválečného zřízení sovětské základny v průlivu, přestože Turecko bylo neutrální země. Byl to jeden z důvodů, proč se Turecko rozhodlo vzdát své neutrality a v únoru 1945 vyhlásilo válku Německu. Do žádných bojových operací se však nezapojilo.

## Mosty a tunely
První most o délce 1 074 metrů, zvaný také Most mučedníků 15. července, do roku 2016 Bosporský most nebo První Bosporský most, byl přes Bospor postaven v roce 1973. V červenci 1988 byl asi 5 km severně od prvního mostu otevřen most sultána Mehmeda Dobyvatele dlouhý 1 090 metrů. 26. srpna 2016 byl uveden do provozu třetí a nejsevernější most sultána Selima I. Hrozného s osmiproudou silnicí a železnicí s délkou 2 164 metrů pojmenovaný po sultánu Selimu I.
V říjnu 2013 byl otevřen 13,7 km dlouhý železniční tunel Marmaray v hloubce 55 metrů, který propojuje dříve oddělené části istanbulského metra a železniční sítě. V roce 2012 byl postaven Bosporský vodní tunel dlouhý 5 551 metrů, který zásobuje evropskou část Istanbulu vodou z Düzcské provincie. Silniční dvoupatrový Euroasijský tunel o délce 14,5 km byl otevřen v prosinci 2016.

## Námořní doprava a nehody
Během roku propluje průlivem až 53 000 lodí. Silné proudy jsou hlavní příčinou dopravních nehod. Při proplouvání musí každá loď 12krát prudce změnit kurz. V letech 1953–2002 zde bylo 461 lodních nehod. K největšímu neštěstí došlo v 14. března 1994, kdy kyperský tanker Nassia přepravoval z Ruska do Itálie 56 000 tun ropy. V severní části průlivu se střetl s lodí Ship Broke a do moře se dostalo 20 000 tun ropy. Při nehodě zemřelo 28 lidí. Ropa hořela pět dní, způsobila ekologickou katastrofu a Bospor musel být uzavřen. Při nehodě rumunského ropného tankeru v roce 1979 zahynulo 41 lidí.

## Výstavba průplavu

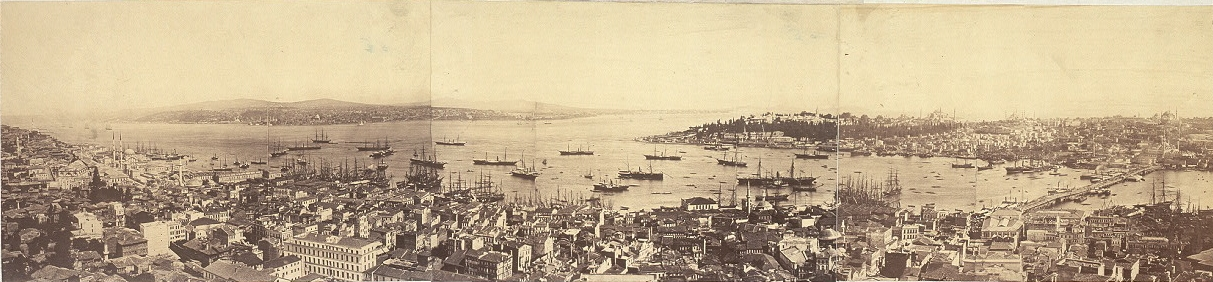
Bospor v roce 1876. Vpravo Zlatý roh.

Bosporský průliv je pro námořní dopravu považován za jeden z nejnebezpečnějších na světě. Od roku 2011 turecký premiér a později prezident Recep Tayyip Erdoğan zvažuje vybudování bezpečnějšího průplavu podél Bosporu na evropské části pevniny. Asi 45 km dlouhý průplav má být 450 metrů široký. Náklady na stavbu se odhadují na asi 12 miliard dolarů. Kritici nového průplavu včetně istanbulského starosty Ekrema Imamoglu poukazují na jeho nákladnost a neekologičnost. V místech výstavby jsou vodní rezervoáry, jejichž zničení může ohrozit zásobování Istanbulu pitnou vodou. Riziko údajně může způsobit i narušení tektonické zlomové linie, které by mohlo mít vliv na častá zemětřesení v oblasti. Plánovaný průplav sledují i země s černomořským pobřežím. Podle turecké vlády se jeho provoz nebude řídit Dohodou z Montreux, která omezuje proplouvání válečných lodí a naopak zajišťuje plavbu civilním lodím.